# Рикини, Франческо Мария
Франческо Мария Рикини, также Рикино (итал. Francesco Maria Richini, Richinо; 13 февраля 1584, Милан — 24 апреля 1658, Милан) — итальянский архитектор и скульптор эпохи раннего барокко ломбардской школы. С 1605 года главный строитель Миланского собора и автор многих церквей и зданий по всей Ломбардии, он был самым известным представителем династии миланских инженеров и архитекторов, начатой его отцом Бернардо (ок. 1549—1639) и закончившейся в конце XVIII века.

## Жизнь и творчество
Будущий архитектор родился в Милане, обучался у Лоренцо Бинаго. Ему покровительствовал кардинал, архиепископ Миланский Федерико Борромео, который направил Рикини в Рим для завершения художественного и инженерного образования.
После возвращения в 1603 году в Милан Рикини занимался строительными работами в Миланском соборе под руководством главного архитектора собора Аурелио Трецци. В 1607 году Рикини руководил строительством церкви Сан-Джузеппе, а также церкви Санта-Мария-алла-Порта. Законченная к 1630-му году, церковь Сан-Джузеппе представляет собой одно из первых сооружений, выполненных в стиле римского барокко. Рикини также является создателем Палаццо Брера (работы начаты в 1615 году, продолжены в 1627—1628 годах), палаццо Аннони (1631), палаццо Литта (1642—1648) и палаццо Дурини (1648) в Милане. Кроме этого, он выполнял заказы испанской администрации в Милане.
Франческо Мария Рикини известен своим вкладом в проект Большого госпиталя (Ospedale Maggiore), его двора с эффектной колоннадой. Эти работы проводились вместе с архитекторами Джованни Баттиста Мессина, Фабио Манджоне и Джованни Баттиста Креспи. Рикини является автором фасадов коллегиумов Борромео (Collegio Borromeo) и Эльветико (Collegio Elvetico) в Павии, герцогского дворца Чертоза-ди-Павия (1625), а также алтаря Мадонны в кафедральном соборе Комо (закончен после смерти Рикини в 1683 году).
Как и его знаменитый старший кузен Карло Борромео, автор руководства по религиозной архитектуре, Федерико Борромео пропагандировал классические, античные модели новой архитектуры.
Рудольф Виттковер считал, что после необходимых изысканий станет очевидным, что «самый изобретательный и самый одарённый итальянский архитектор начала семнадцатого века это Рикино, а не Мадерно». Именно он привнёс в Милан вкус и культуру римского барокко, роскошные, яркие и сценографически смягчённые палладианским влиянием и миланским классицизмом конца шестнадцатого века, фасады зданий. С церковью Сан-Джузеппе, его первой доверенной ему работой, он «определил преодоление академического маньеризма, модного до того времени в Ломбардии».
В молодости под влиянием творчества Рикини находился выдающийся архитектор римского барокко Франческо Борромини. Сын Франческо Рикини, Джан Доменико, также был архитектором.

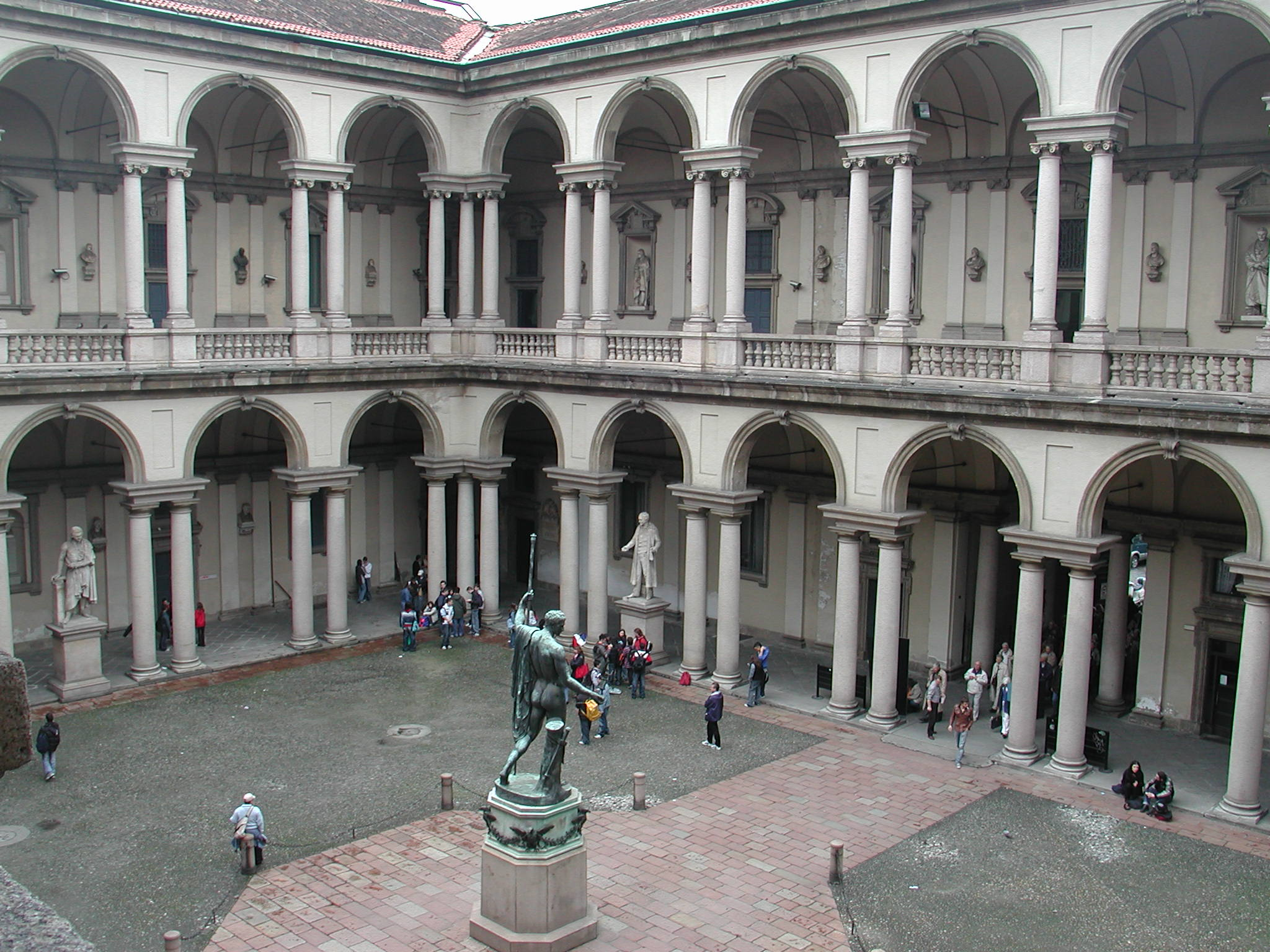
Внутренний двор Палаццо Брера в Милане. 1651—1686
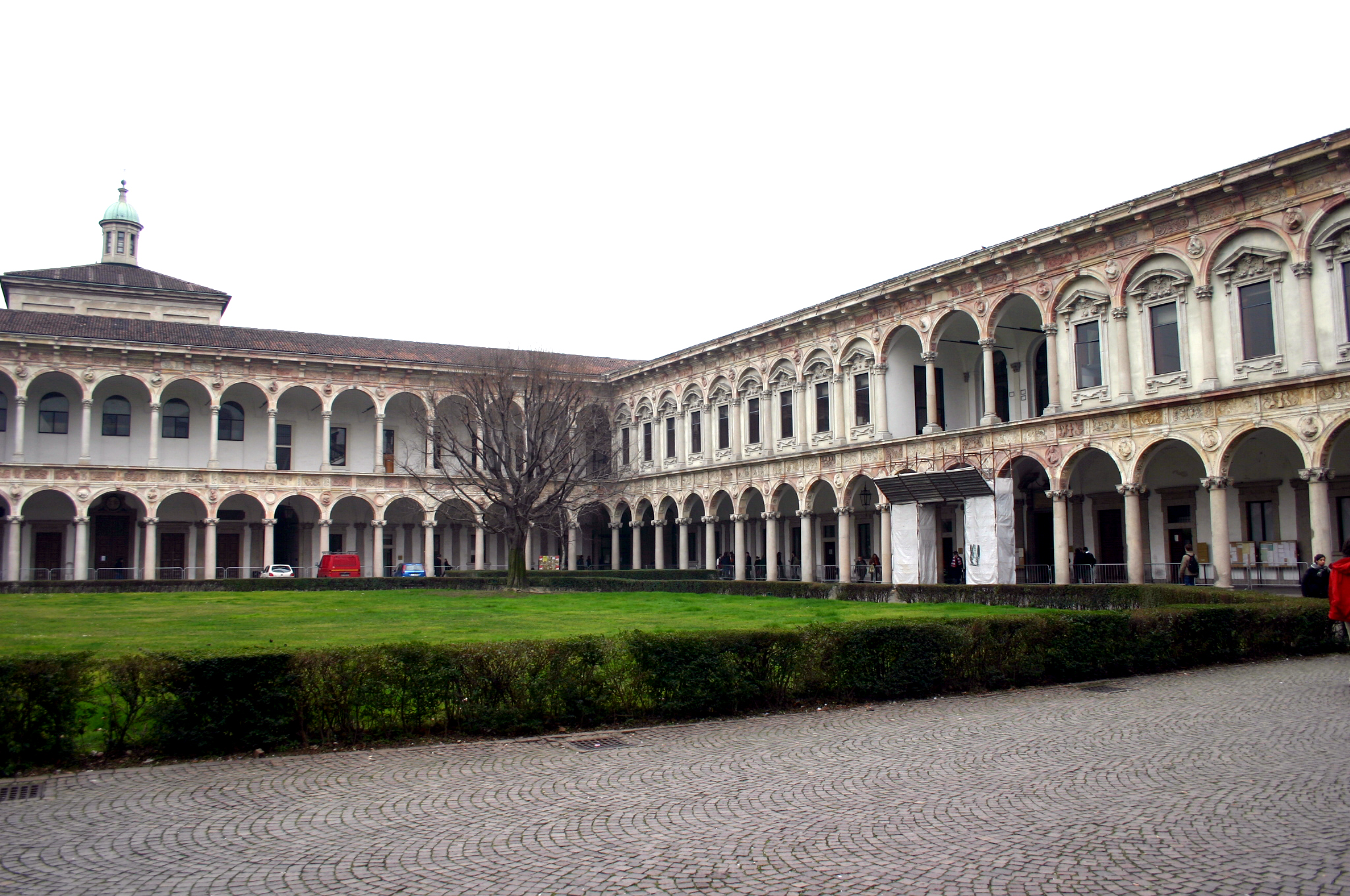
Ospedale Maggiore (ныне здание Миланского университета). Двор
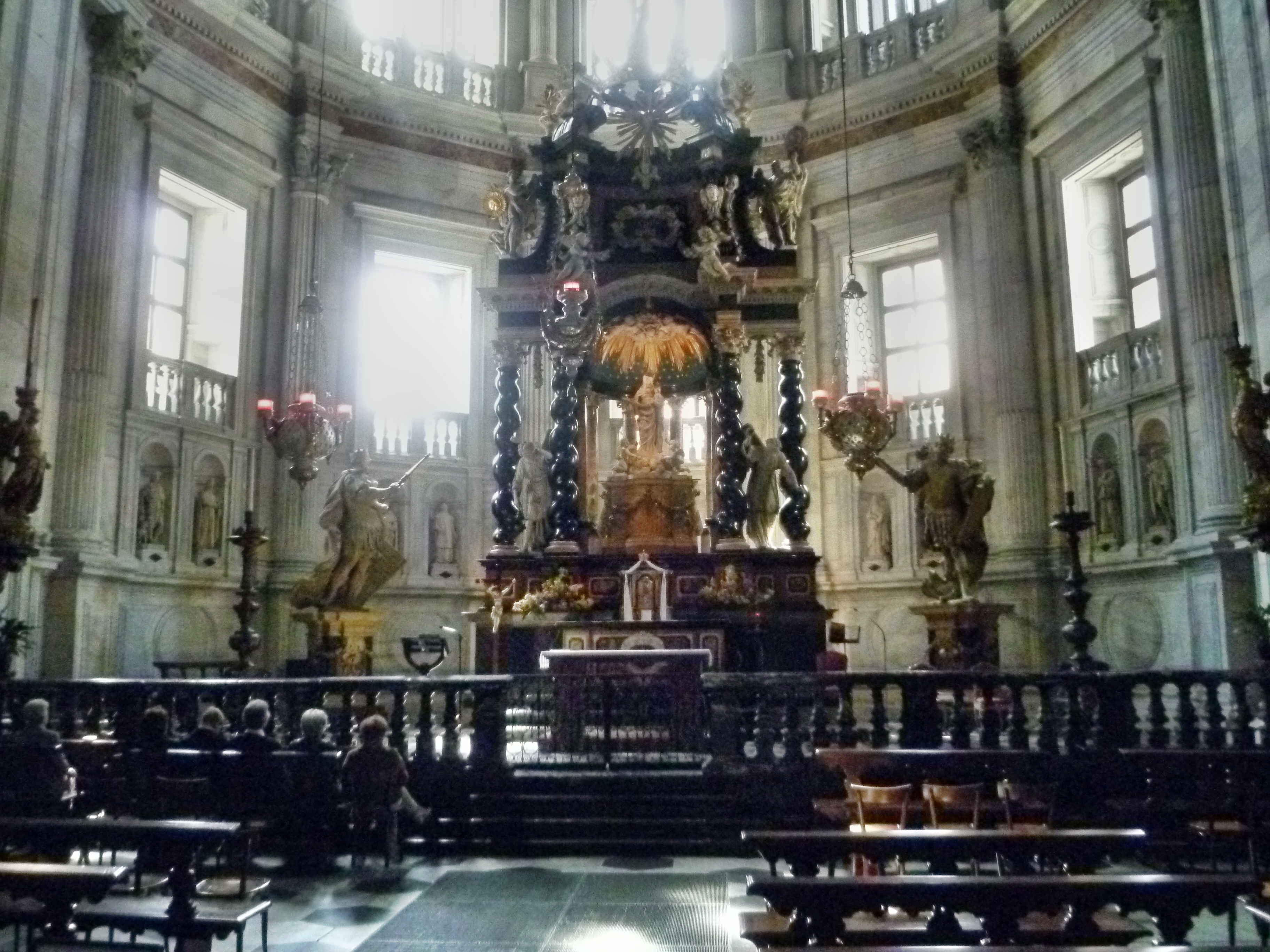
Алтарь Вознесения Девы Марии в кафедральном соборе Комо. 1686
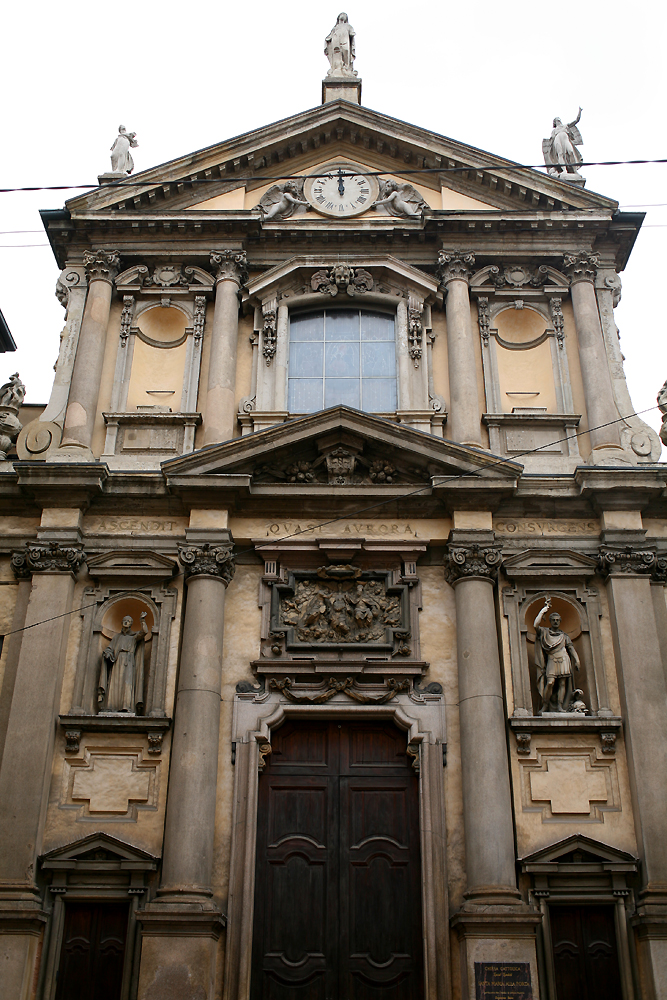
Фасад церкви Санта-Мария-алла-Порта в Милане. 1652
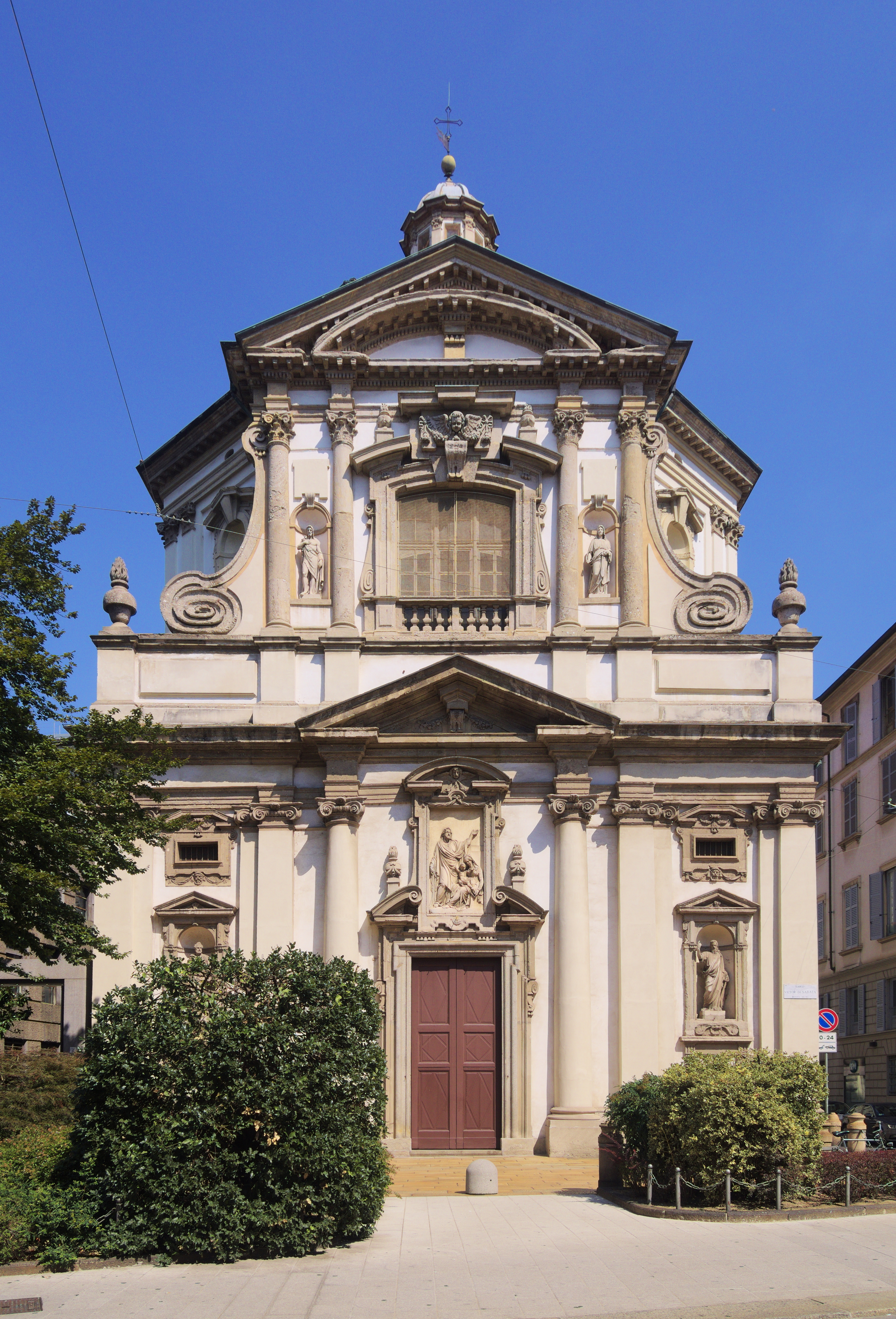
Церковь Сан-Джузеппе, Милан. 1607—1630
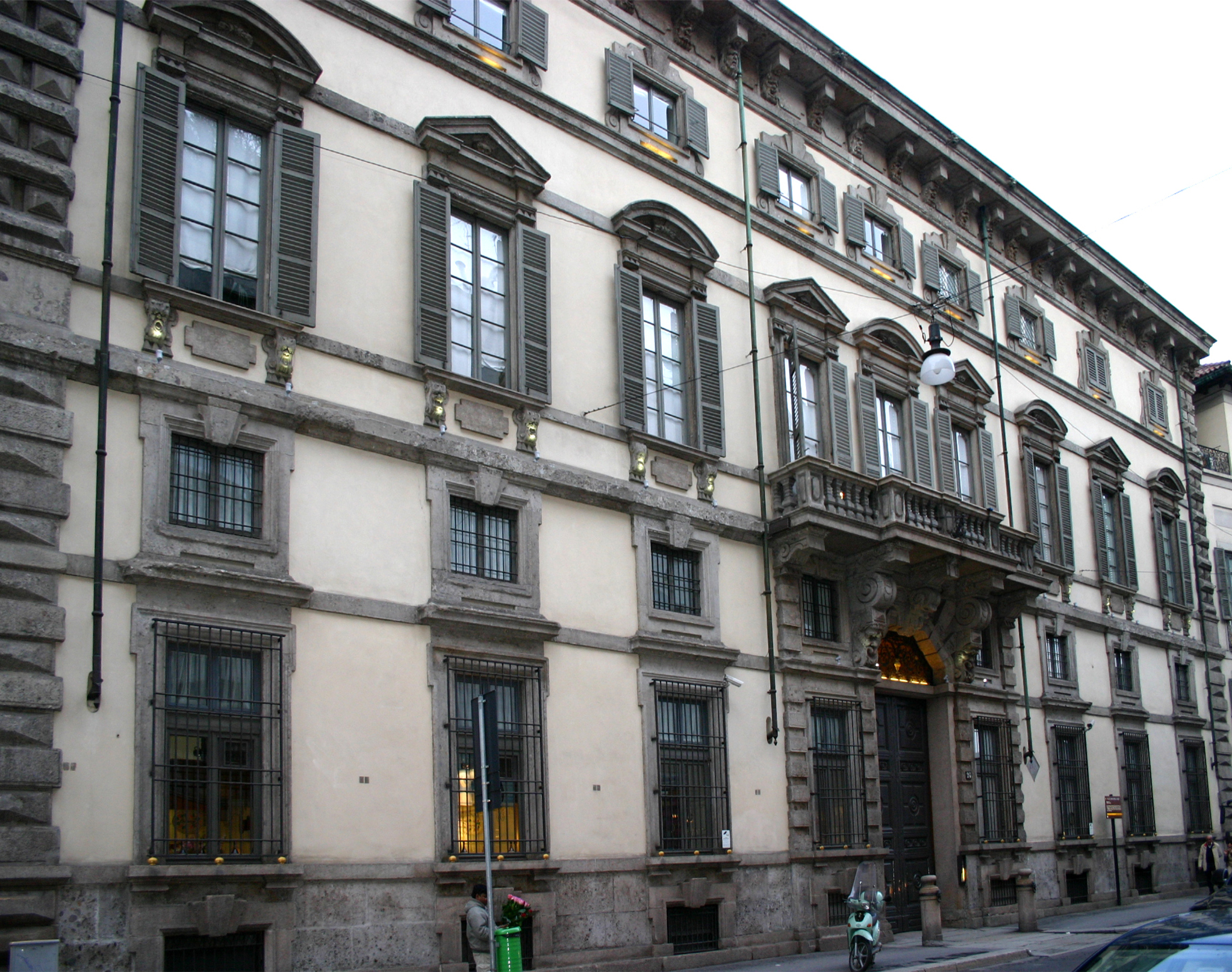
Палаццо Дурини-Капрони, Милан. 1648
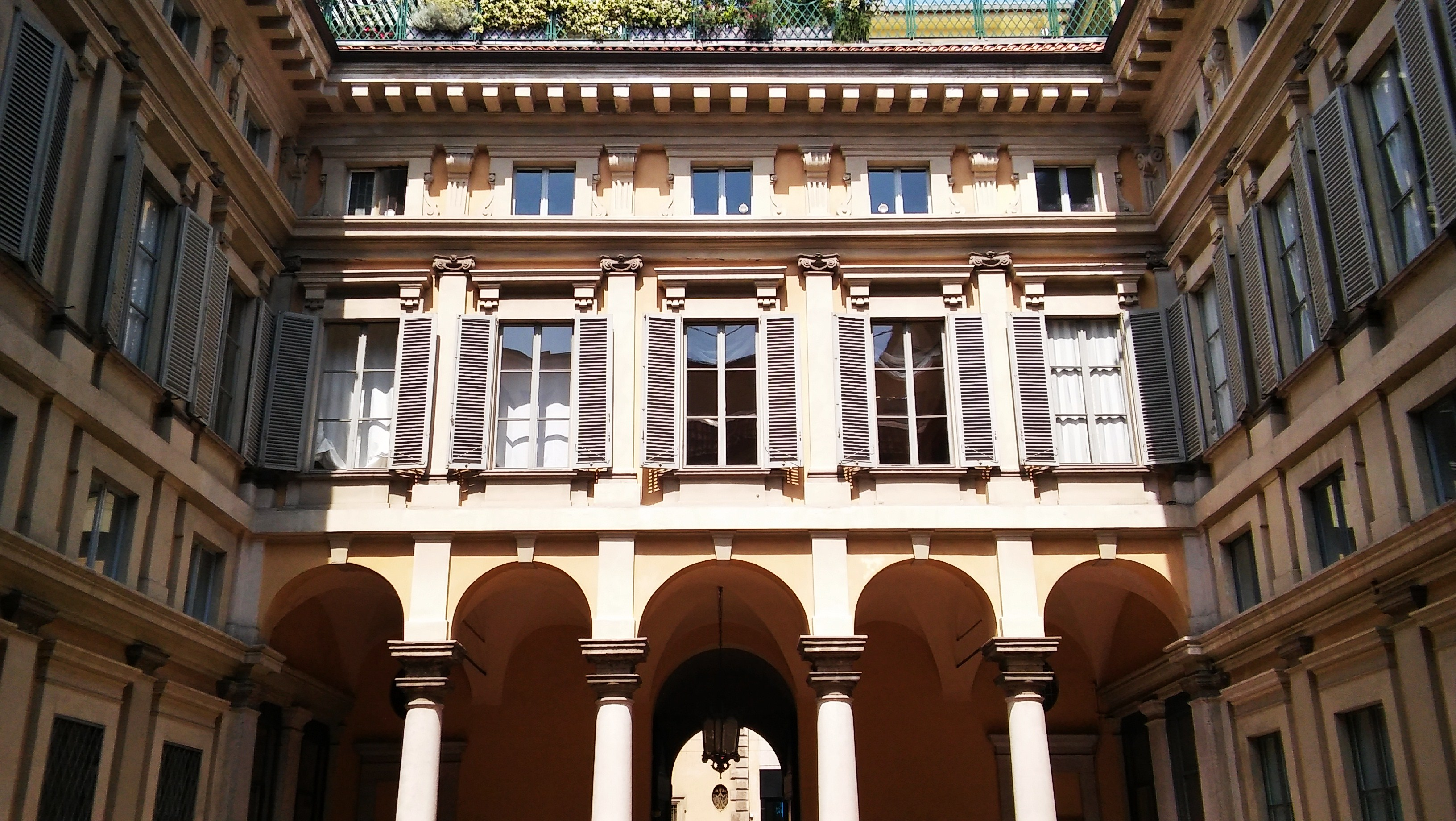
Кортиле (двор) Палаццо Аннони, Милан. Проект 1631 г.